# Diplocolea sikkimensis
Diplocolea sikkimensis är en bladmossart som beskrevs av Amakawa. Diplocolea sikkimensis ingår i släktet Diplocolea och familjen Solenostomataceae. IUCN kategoriserar arten globalt som starkt hotad. Inga underarter finns listade i Catalogue of Life.